# Territoires associés à l'Union européenne
Les territoires associés à l'Union européenne sont des territoires spéciaux qui, pour des raisons historiques, géographiques ou politiques, jouissent d'un statut spécial au regard du droit de l'Union européenne.
Parmi les États membres de l'UE, la France est l'État membre qui compte le plus de territoires spéciaux, mais Chypre, le Danemark, la Finlande, les Pays-Bas, la Grèce, l'Italie, le Portugal, l'Espagne et l'Allemagne en ont également. La plupart des régions hors d'Europe sous juridiction des États membres ne font pas partie de l'Union, tandis que celles se situant à proximité de l'Europe sont en général incluses dans l'Union. Il existe cependant des exceptions et certaines régions éloignées du continent européen font partie de l'Union.
Ces exceptions résultent de contextes politiques, culturels et historiques spécifiques. Les deux principaux groupes sont les régions ultrapériphériques (qui font partie de l'Union), les pays et territoires d'outre-mer (qui ne sont pas dans l'Union) ainsi que d'autres territoires à statuts spéciaux lesquels sont basés sur les dispositions de protocole annexé au traité d'adhésion de l’État concerné.
Les territoires associés à l'Union européenne bénéficient souvent d'exemptions pour certaines politiques européennes. Parmi les exceptions les plus fréquentes se trouvent :
- la TVA intracommunautaire (qui exclut l'alcool, etc.),
- l'union douanière de l'Union européenne,
- l'espace Schengen, l'union monétaire,
- le marché intérieur,
- et la liberté de circulation.

| - Territoire métropolitain de l'Union européenne - Régions ultrapériphériques - Pays et territoires d'outre-mer - Autres territoires spéciaux Groenland Île Clipperton Guyane Polynésie française Terres australes et · antarctiques françaises Guadeloupe Martinique Mayotte Nouvelle-Calédonie La Réunion Saint-Martin Saint-Barthélemy Saint-Pierre-et-Miquelon Wallis-et-Futuna Antilles · néerlandaises Açores Madère îles Canaries |

| - Territoire métropolitain de l'Union européenne - Régions ultrapériphériques - Pays et territoires d'outre-mer - Autres territoires spéciaux Groenland Île Clipperton Guyane Polynésie française Terres australes et · antarctiques françaises Guadeloupe Martinique Mayotte Nouvelle-Calédonie La Réunion Saint-Martin Saint-Barthélemy Saint-Pierre-et-Miquelon Wallis-et-Futuna Antilles · néerlandaises Açores Madère îles Canaries |

## Régions ultrapériphériques
Les régions ultrapériphériques sont des régions de l'Union européenne situées largement en dehors du continent européen. Leur existence résulte de l'article 349 du Traité sur le fonctionnement de l'Union européenne (ex-article 299, paragraphe 2, du traité instituant la Communauté européenne).
Ce statut reconnait la spécificité de ces régions par rapport au reste de l'UE. En effet, leur développement est rendu difficile par l'éloignement, l'insularité et leur dépendance vis-à-vis de quelques productions (sucre, bananes…). En revanche, elles permettent l'approvisionnement des marchés de l'UE en produits exotiques mais surtout le contrôle sur les vastes zones maritimes qui les entourent.

## Pays et territoires d'outre-mer
Le régime juridique des PTOM est défini aux articles 198 et suivants du traité sur le fonctionnement de l'Union européenne. Ils ne font pas partie de l'Union européenne et ne sont pas membres de l'espace Schengen bien qu'ils dépendent de pays en faisant partie.
Le droit dérivé communautaire ne s'applique pas directement aux pays et territoires d'outre-mer, mais ils peuvent bénéficier de fonds européens de développement de la Banque centrale européenne. En dépit de cela, leurs citoyens nationaux disposent de la citoyenneté européenne et participent aux élections des représentants de leur pays au Parlement européen.

## Régions à statut spécifique

### Région à statut spécifique au sein de l’Union

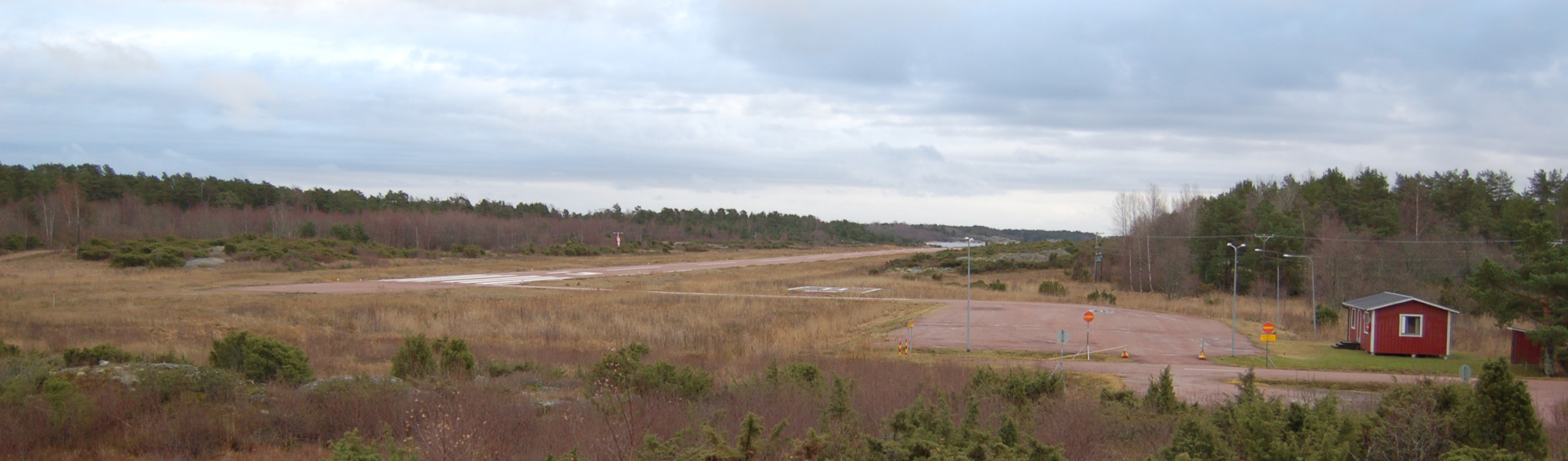
Åland.

Il existe des régions dans les États membres où la totalité du droit européen ne s'applique pas. Leur statut est alors parfois proche de celui des PTOM au plan communautaire européen, mais elles ne bénéficient pas des fonds structurels spécifiques alloués au PTOM et aux régions ultrapériphériques (RUP). Juridiquement, ces régions font partie de l'Union européenne.

#### Îles Åland

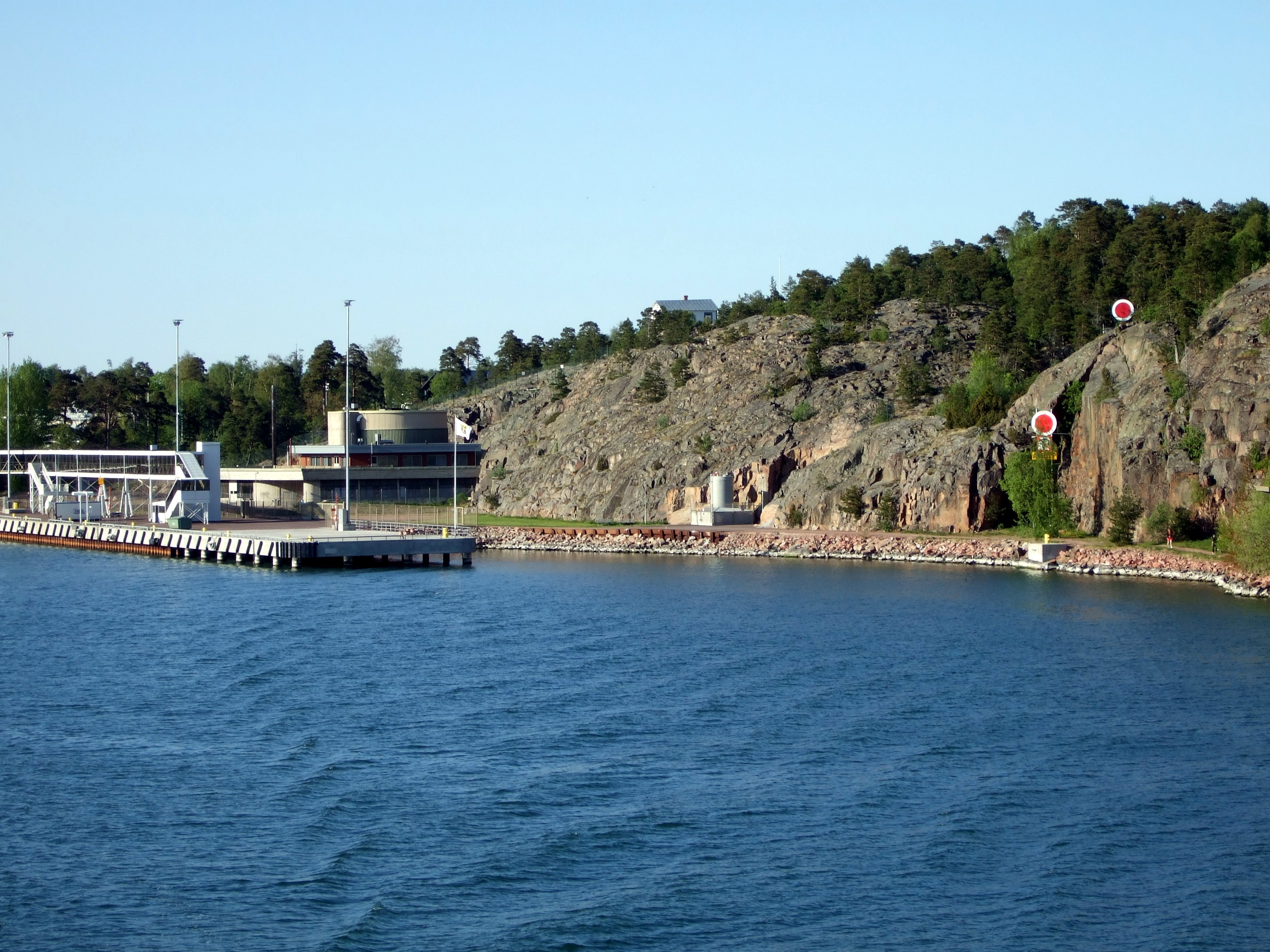
Åland.

L'archipel d'Åland est un groupe d'îles appartenant à la Finlande mais bénéficiant d'une autonomie partielle. Elle se trouve entre la Suède et la Finlande et sa population est en majeure partie suédophone. L'archipel a rejoint l'Union avec la Finlande en 1995. Cependant la ratification de l'adhésion se déroula séparément, ainsi l'archipel avait organisé un référendum séparé qui, comme celui de Finlande continental, ratifia l'adhésion.
Le statut d'autonomie des îles Åland a été approuvé par l'Union et par conséquent, l'archipel bénéficie de certaines exceptions concernant la législation et la citoyenneté. En matière de citoyenneté, les habitants de l'archipel ont la citoyenneté ålandaise qui leur donne le droit d'acheter un bien immobilier dans les îles Åland. Cette possibilité n'est pas offertes aux autres citoyens. La liberté de circulation des personnes et des services ainsi que le droit d'établissement, sont donc concernés.
De même, les îles Åland ne sont pas incluses dans la zone de TVA intracommunautaire. Avant l'adhésion de la Finlande à l'Union, la Finlande et les îles Åland appliquaient la même taxe. Depuis 1995, les échanges entre Åland et les autres pays de l'Union, y compris la Finlande continentale, sont considérés comme des importations et des exportations.

#### Büsingen am Hochrhein

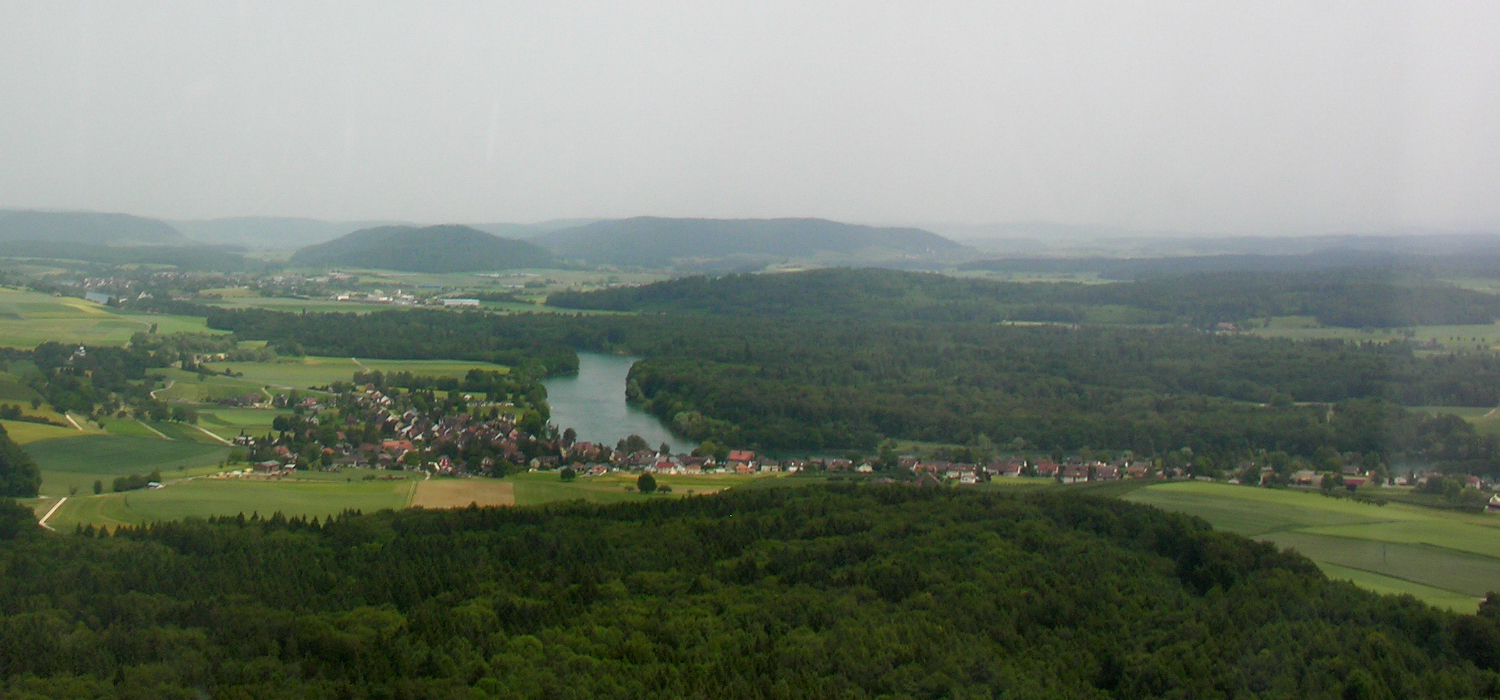
Büsingen am Hochrhein.

La ville allemande de Büsingen am Hochrhein, enclavée en Suisse, est dans l’union douanière constituée par la Suisse et le Liechtenstein, par conséquent Büsingen est hors de l’union douanière de l’Union européenne et de la zone TVA. La commune paye la TVA et les autres taxes suisses.
Même si la monnaie officielle de Büsingen est l'euro, le franc suisse y est accepté. Enfin, la frontière entre Büsingen am Hochrhein et la Suisse est ouverte depuis que la Suisse a rejoint la convention de Schengen le 12 décembre 2008, Büsingen am Hochrhein y participe aussi.

#### Campione d'Italia et Livigno

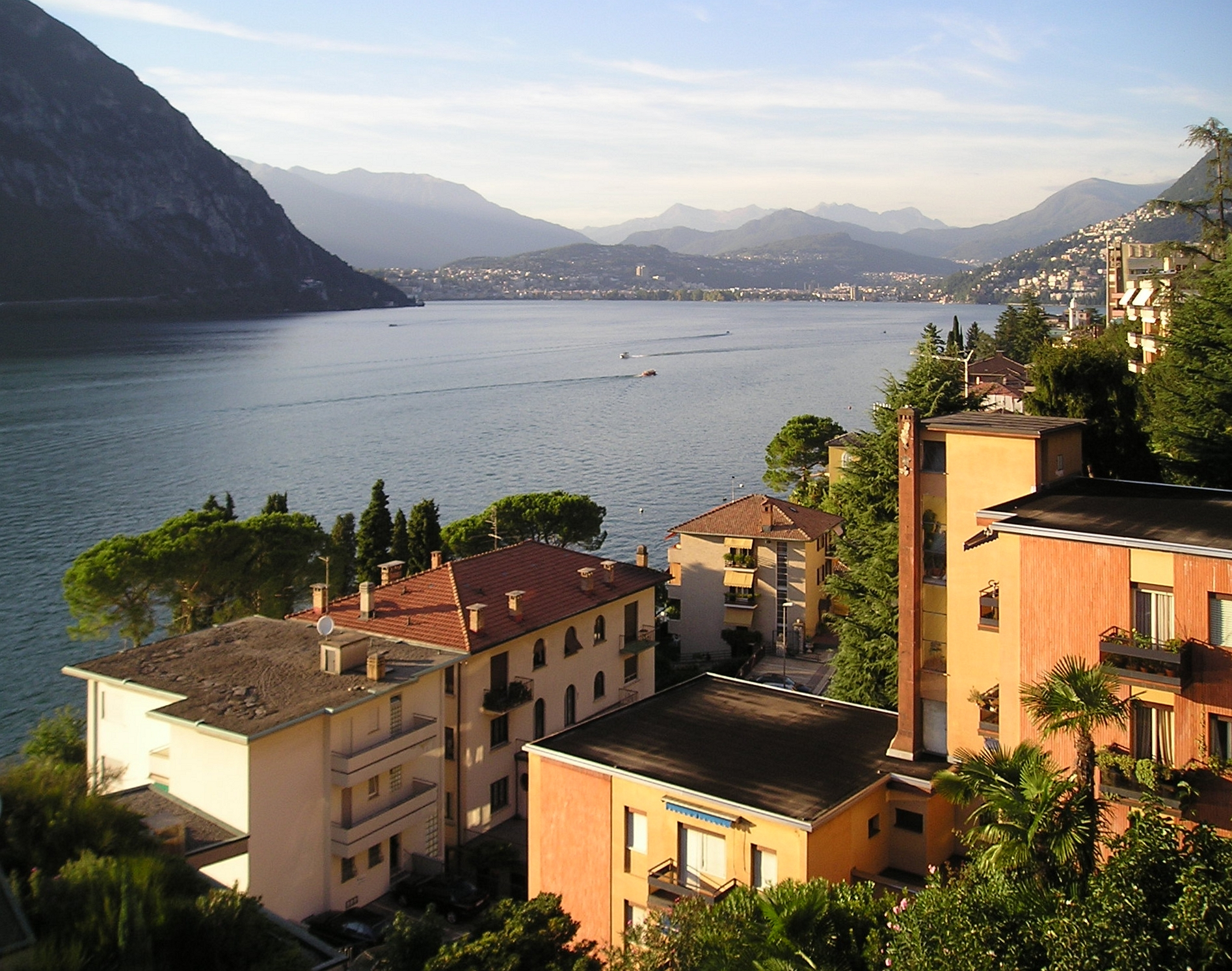
Campione d'Italia.

Campione d'Italia et Livigno sont deux régions italiennes à statut spécial en raison de leurs situations géographiques particulières.
Le village italien de Campione d'Italia est enclavé en Suisse (le canton du Tessin, le lac de Lugano) bien que faisant partie de la province de Come. Livigno est une petite station de montagne dans la province italienne de Sondrio.
Bien que faisant partie de l’Union, elles sont exclues de l'union douanière de l'Union européenne et de la TVA intracommunautaire (le statut de Livigno remonte à la période napoléonienne),.
Campione d'Italia utilise le franc suisse, même si l’euro est largement accepté. La Suisse et Campione d'Italia utilisent également la même langue et sont, depuis le 12 décembre 2008, membres de l'espace Schengen. Livigno utilise l'euro et faisait déjà partie de l'espace Schengen en 2008. Enfin, Campione d'Italia et Livigno participent à la libre circulation des travailleurs.

#### Ceuta et Melilla

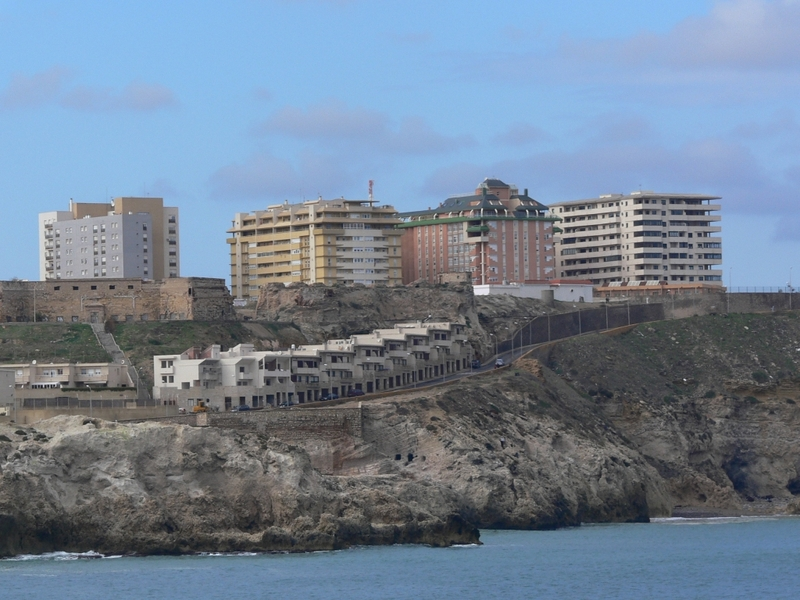
Melilla.

Ceuta et Melilla sont deux enclaves espagnoles sur la côte nord-africaine. Ces enclaves sont deux villes autonomes au sein de l'Espagne. En raison de leur emplacement, elle bénéficie d'exonération de la TVA intracommunautaire et de l'union douanière,. Ainsi, aucun droit de douane ne frappe les biens importés depuis l'Union à Ceuta et Melilla, et certains biens exportés depuis Ceuta et Melilla sont exemptés, eux aussi, de droits de douane.
Elles sont aussi exclues de la politique agricole commune et de la politique commune de pêche. Elles ne font pas non plus partie de l'espace Schengen, par conséquent l'Espagne doit maintenir des contrôles sur les liaisons maritimes et aériennes en provenance de Ceuta et Melilla.
Ceuta et Melilla appliquent le principe de libre circulation des travailleurs au sein de l'Union. Pour empêcher l'immigration clandestine en provenance du Maroc, l'Espagne a dû construire une clôture de six mètres de haut le long de la frontière entre les deux zones et le Maroc (cf. barrières de Ceuta et Melilla). Ceux qui passent la frontière peuvent demander l'asile politique à Ceuta et Melilla.
Le Maroc a des revendications sur les deux villes.

#### Chypre

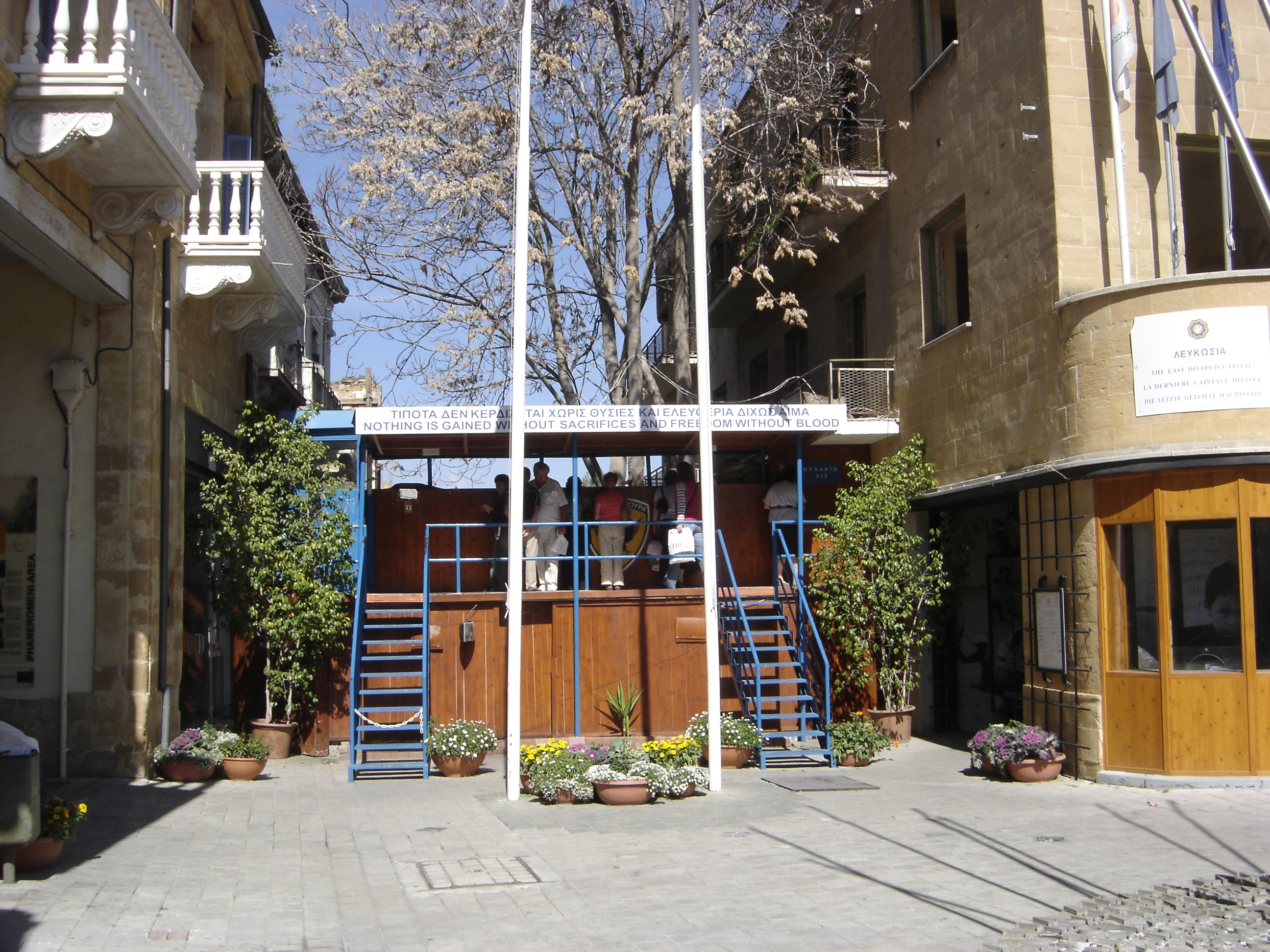
Zone tampon.

Depuis la tentative de coup d'État et l'intervention militaire turque qui en résulte, l'île est séparée physiquement entre les deux communautés majoritaires ; aux deux zones, devenues des États distincts, s'ajoute une zone tampon mise en place et tenue par les forces onusiennes et les bases militaires britanniques jouissant d'un statut spécifique.

##### Zone tampon des Nations unies
La zone tampon des Nations unies entre le nord et le sud de Chypre mesure de quelques mètres de large au centre de Nicosie à plusieurs kilomètres en campagne. Alors qu'elle est normalement sous la souveraineté de la république de Chypre, elle est, dans les faits, administrée par la Force des Nations unies chargée du maintien de la paix à Chypre (UNFICYP). La population de la zone tampon s'élevait à 8 686 en octobre 2007 et l'un des mandats de l'UNFICYP est « d'encourager la reprise la plus complète possible de l'activité civile normale dans la zone tampon ». L'article 2, paragraphe 1 du Protocole no 10 du traité d'adhésion de Chypre autorise le Conseil européen à déterminer dans quelles mesures les dispositions de la législation de l'UE sont applicables dans la zone tampon.

##### Chypre du Nord

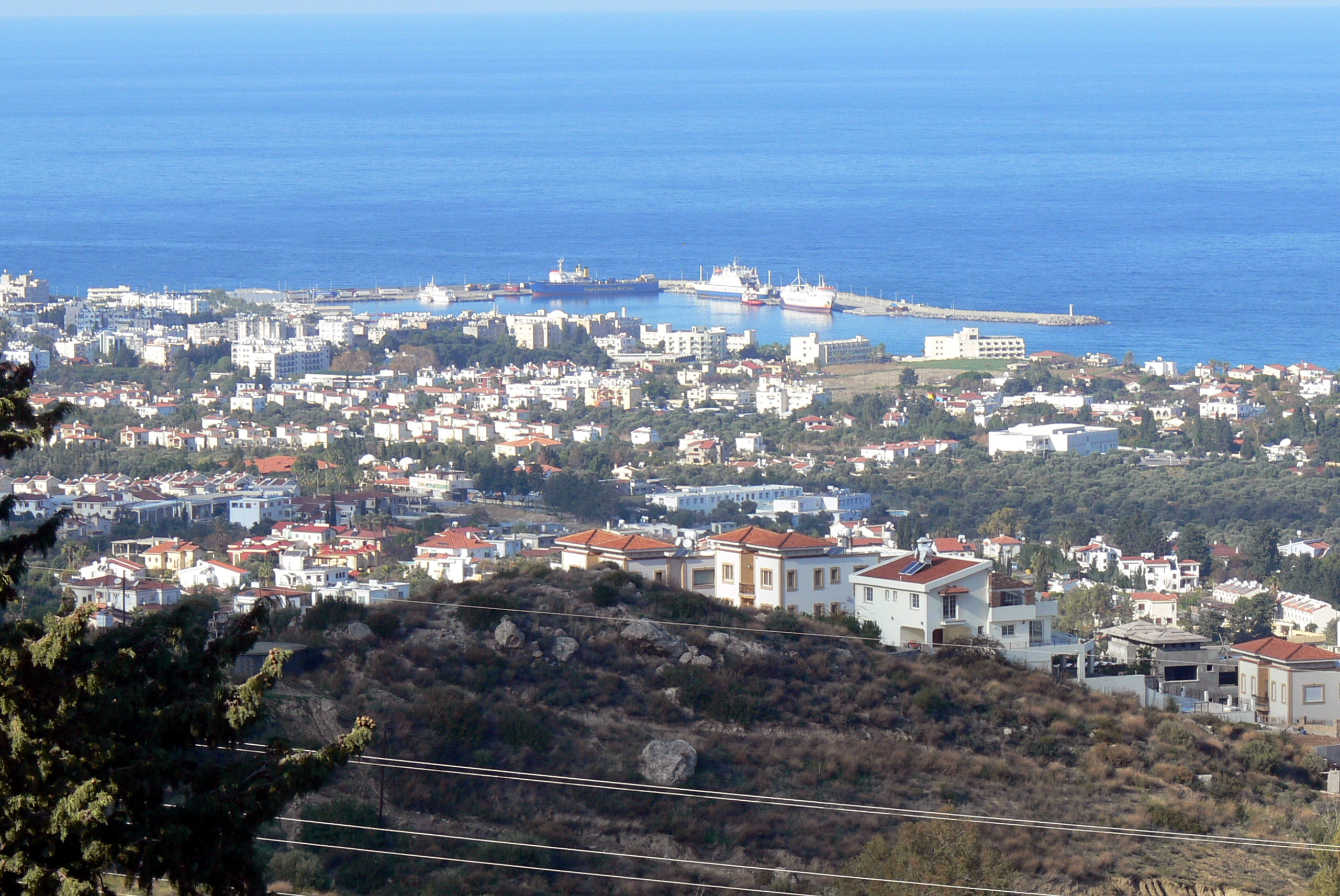
Chypre du Nord.

Un cas particulier est apparu avec l'adhésion de Chypre, où la législation européenne ne s'applique pas non plus dans la partie nord de l'île (territoire de facto de la république turque de Chypre du Nord), bien que celui-ci fasse partie juridiquement du territoire de l'Union et dont les citoyens (qui ont non seulement voté pour l'adhésion de Chypre à l'Union européenne mais aussi pour la réunification de Chypre contrairement à leurs voisins du Sud de l'île) sont également électeurs aux élections des représentants chypriotes au Parlement européen. Chypre du Nord n'est à l'heure actuelle ni une RUP, ni un PTOM. Elle est traitée comme une exception dans le traité d'adhésion de Chypre à titre conservatoire en attendant des évolutions dans les négociations entre les deux entités.

#### Heligoland
Heligoland est un archipel de l’Allemagne située à 70 km des côtes nord-ouest de l’État. Il fait partie de l’Union et de l'Euratom, mais ne participe pas à la TVA intracommunautaire (il n'y a pas de TVA) et à l'union douanière,.
Les îles participent pleinement aux autres domaines de l'Union dont l'espace Schengen, l'euro (qui est, comme dans le reste de l'Allemagne, la monnaie officielle) et la libre circulation des travailleurs.

#### Mont Athos

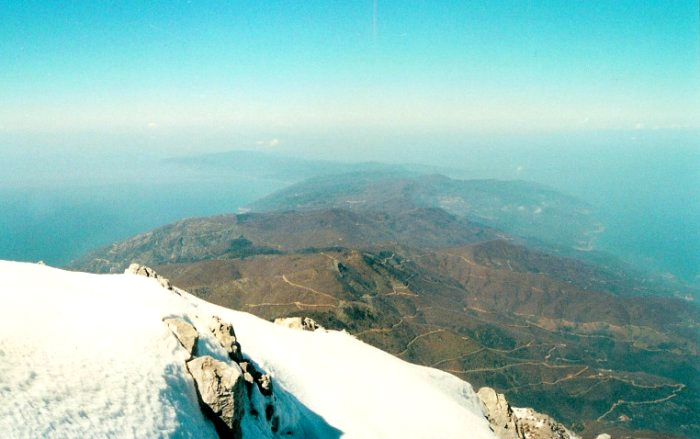
Mont Athos.

La république monastique du Mont Athos est une région monastique autonome de la Grèce. Le traité d'adhésion de la Grèce à l’Union dispose que le Mont Athos conserve son statut particulier vieux de plusieurs siècles, lequel est garanti par l’article 105 de la Constitution grecque. La région fait partie de l'union douanière mais est hors de l'espace TVA. Bien qu'un permis spécial soit exigé pour entrer dans la péninsule, et en dépit de l’interdiction des femmes sur son territoire, la région fait partie de l’espace Schengen. Une déclaration annexée au traité d'adhésion de la Grèce à la convention de Schengen dispose que le statut spécial du Mont Athos doit être pris en compte dans l'application des dispositions de Schengen.

### Région à statut spécifique hors-Union

#### Clipperton

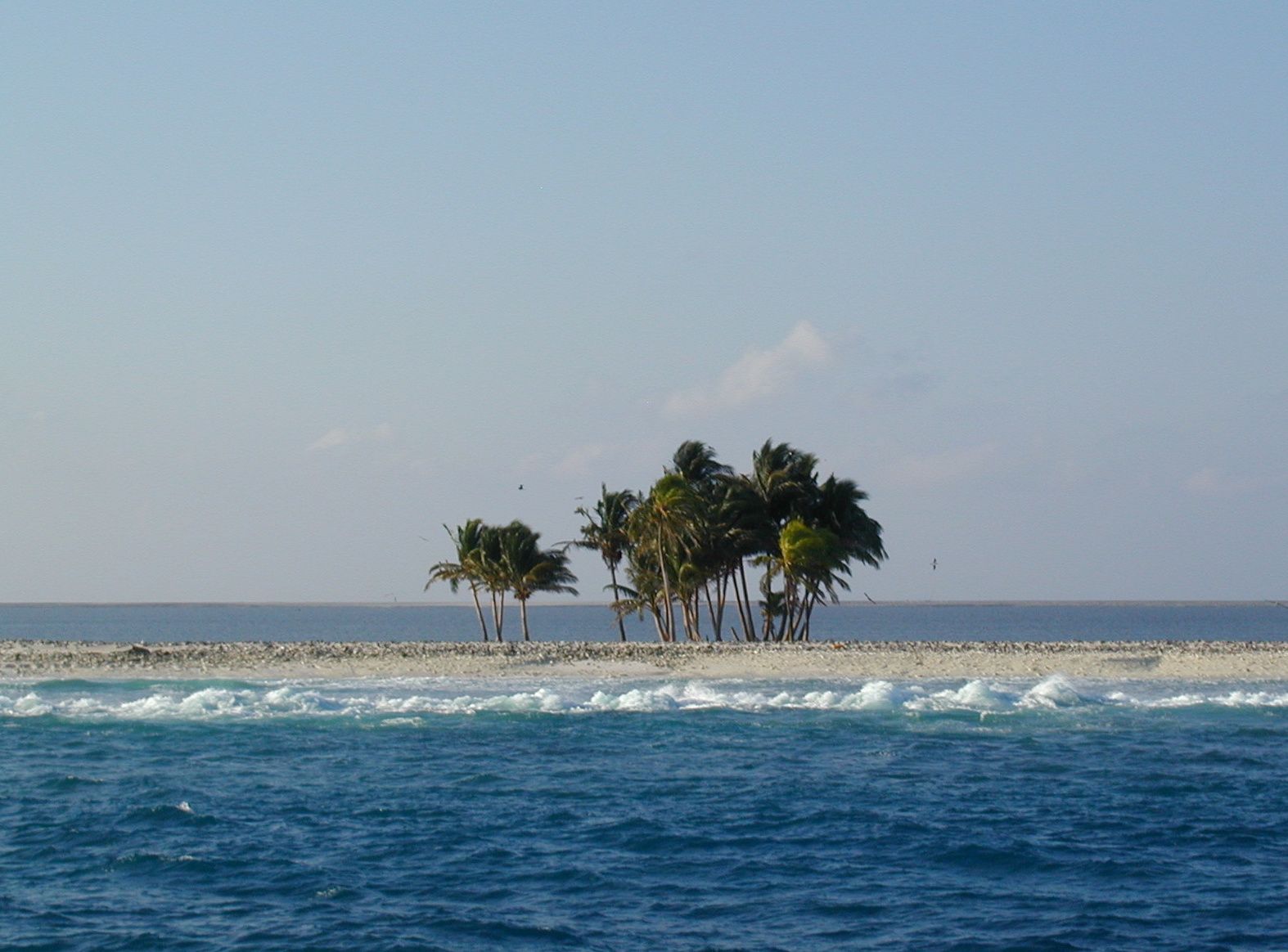
Île Clipperton.

L'île Clipperton est une île de l'océan Pacifique oriental appartenant à la France située à plus de 1 200 km à l'ouest du Mexique. L'île n'a pas de population permanente, seulement environ 1,7 km2 de superficie et a un statut spécial au sein de la France. Elle était auparavant administrée par la Polynésie française, mais depuis le 22 février 2007 elle est administrée directement par le ministère des Outre-Mer.
L'île se trouve en dehors de l'espace Schengen et de l'union douanière,. Comme il n'y a pas de population permanente, certaines normes ne s'y appliquent que de jure. Ainsi, l'île ne participe pas aux élections européennes, n'applique pas la liberté de circulation des travailleurs et la liberté d'établissement pour les citoyens de l'Union.
Cependant, l'île est encore considérée par les traités et les normes européennes comme partie de la Polynésie française. La seule différence étant que l'euro en est la monnaie officielle.[réf. nécessaire]

#### Îles Féroé

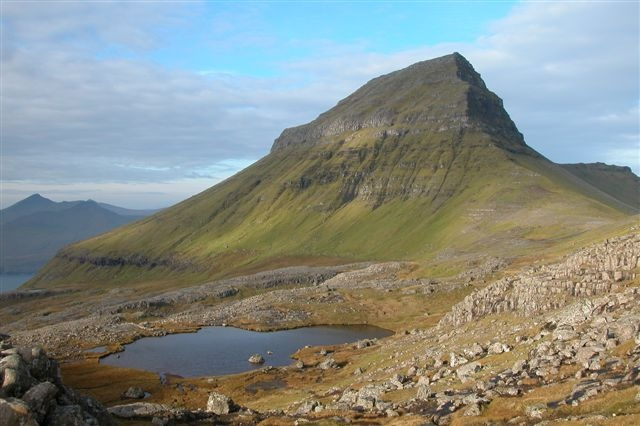
Îles Féroé.

Les îles Féroé ne font pas partie de l’Union, par conséquent les citoyens danois résidant sur l’île, qui détiennent un passeport dano-féroïen (dont le modèle repose sur le passeport danois datant d'avant l’adhésion à l'Union), ne sont pas considérés comme citoyens d'un État membre dans le sens du traité et, par conséquent, ne sont pas citoyens de l’Union. Cependant, un Féroïen peut devenir citoyen de l’Union s'il déménage au Danemark continental.
Les îles Féroé ne font pas partie de l’espace Schengen, et les visas Schengen ne sont pas valables. Cependant, les îles font partie de l’Union nordique des passeports ce qui signifie que les citoyens des États membres de l'Union nordique ne doivent présenter que leur billet et leur carte d'identité en arrivant sur l’île, alors que les citoyens de l’Union doivent présenter leur passeport.

#### Canal de Saimaa et l'île Maly Vyssotski

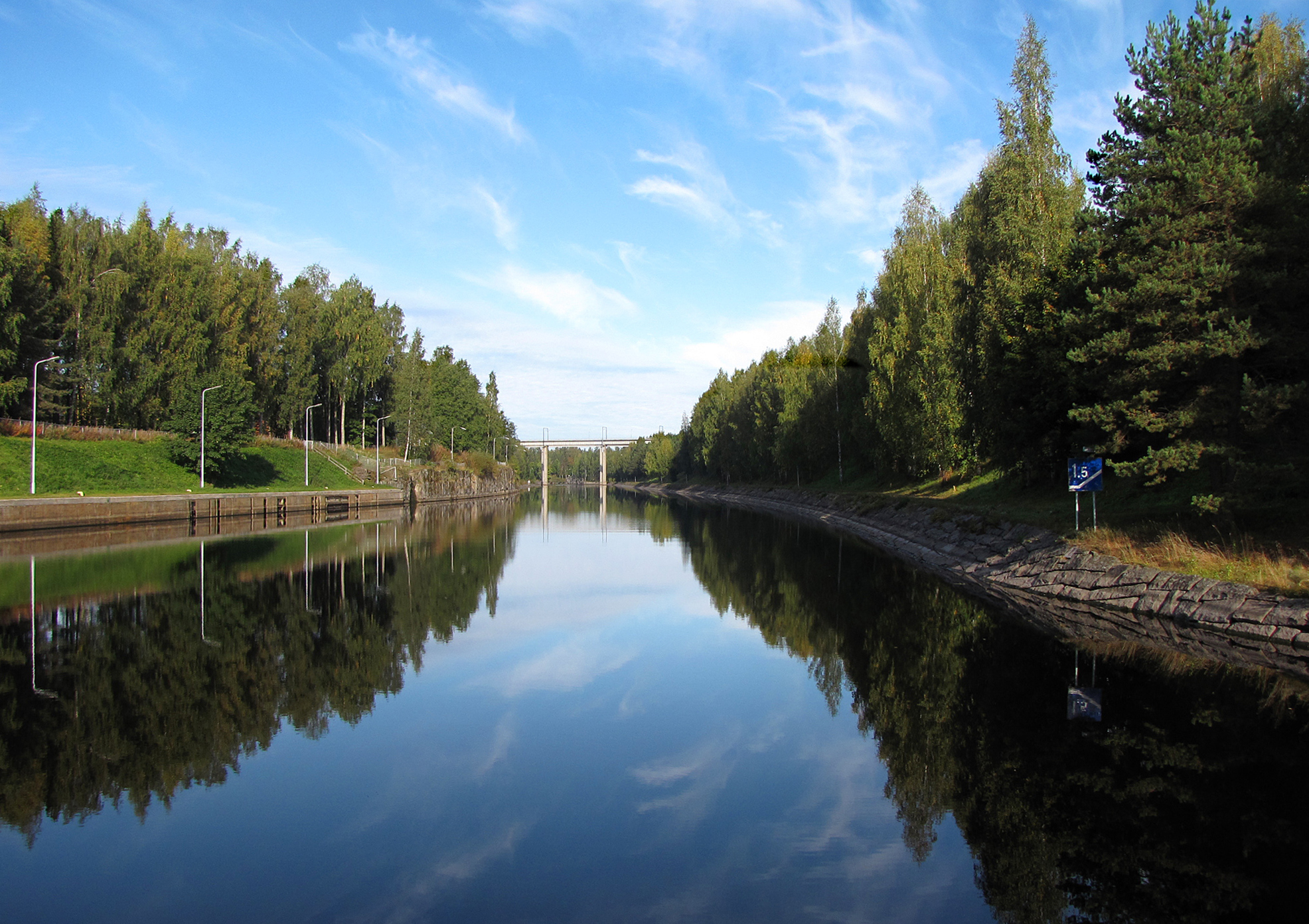
Canal de Saimaa.

La Finlande loue la partie russe du canal de Saimaa et, auparavant, l'île Maly Vyssotski à la Russie. La région ne fait pas partie de l'Union, c'est une section spéciale de la Russie. Selon le traité signé par les gouvernements russe et finlandais, depuis 2010 l'île Maly Vyssotski est administrée par les autorités russes. Le droit russe y est en vigueur avec quelques exceptions concernant les règles maritimes et l'embauche d'équipage sur le canal (qui tombe sous juridiction finlandaise). Il y a aussi des règles spéciales concernant les bateaux se rendant en Finlande par le canal. Le visa russe n'est pas requis pour passer dans le canal, cependant le passeport est nécessaire et est contrôlé à la frontière. Les euros sont acceptés pour le payement des taxes sur le canal.

## Récapitulatif des dispositions actuelles
À la suite de la sortie du Royaume-Uni de l'Union européenne, les États concernés par des territoires à statut spécial sont au nombre de dix.
| États membres et territoires                                                                                            | États membres et territoires | Dans l'Union ?              | Application du droit de l'Union | Exécutoire devant les tribunaux | Euratom                 | Citoyenneté de l'Union | Élections du Parlement | Espace Schengen        | Espace TVA     | Territoire douanier de l'Union | Marché commun européen    | Zone euro                 |
| --- | ---------------------------- | --------------------------- | ------------------------------- | ------------------------------- | ----------------------- | ---------------------- | ---------------------- | ---------------------- | -------------- | ------------------------------ | ------------------------- | ------------------------- |
| |                              |                             |                                 |                                 |                         |                        |                        |                        |                |                                |                           |                           |
| Allemagne, sauf : | Allemagne, sauf :            | Oui                         | Oui                             | Oui                             | Oui                     | Oui                    | Oui                    | Oui                    | Oui            | Oui                            | Oui                       | Oui                       |
| | Büsingen am Hochrhein        | Oui                         | Oui                             | Oui                             | Oui                     | Oui                    | Oui                    | Oui                    | Non            | Non                            | Oui                       | Oui                       |
| Heligoland | Oui                          | Oui                         | Oui                             | Oui                             | Oui                     | Oui                    | Oui                    | Non                    | Non            | Oui                            | Oui                       |                           |
| |                              |                             |                                 |                                 |                         |                        |                        |                        |                |                                |                           |                           |
| Chypre, sauf : | Chypre, sauf :               | Oui                         | Oui                             | Oui                             | Oui                     | Oui                    | Oui                    | Mis en œuvre plus tard | Oui            | Oui                            | Oui                       | Oui                       |
| | Chypre du Nord               | Oui                         | Suspendue                       | Non                             | Non                     | Oui                    | Non                    | Non                    | Non            | Non                            | Non                       | Non (TRY)                 |
| Zone tampon des Nations unies                                                                                           | Oui                          | ?                           | ?                               | ?                               | Oui                     | ?                      | ?                      | Non                    | ?              | ?                              | de facto                  |                           |
| |                              |                             |                                 |                                 |                         |                        |                        |                        |                |                                |                           |                           |
| Danemark, sauf : | Danemark, sauf :             | Oui                         | Oui                             | Oui                             | Oui                     | Oui                    | Oui                    | Oui                    | Oui            | Oui                            | Oui                       | Non (DKK liées au MCE II) |
| | Groenland                    | Non                         | Application minimale (PTOM)     | Oui                             | Non                     | Oui                    | Non                    | Non                    | Non            | Non                            | Application partielle     | Non (DKK liées au MCE II) |
| Îles Féroé | Non                          | Non                         | Non                             | Non ,                           | Non                     | Non                    | Non                    | Non                    | Non            | Application minimale (ALE)     | Non (DKK liées au MCE II) |                           |
| |                              |                             |                                 |                                 |                         |                        |                        |                        |                |                                |                           |                           |
| Espagne, sauf : | Espagne, sauf :              | Oui                         | Oui                             | Oui                             | Oui                     | Oui                    | Oui                    | Oui                    | Oui            | Oui                            | Oui                       | Oui                       |
| | Îles Canaries                | Oui                         | Avec des exemptions (RUP)       | Oui                             | Oui                     | Oui                    | Oui                    | Oui                    | Non            | Oui                            | Oui                       | Oui                       |
| Ceuta | Oui                          | Avec des exemptions         | Oui                             | Oui                             | Oui                     | Oui                    | Non                    | Non                    | Non            | Application minimale (ALE)     | Oui                       |                           |
| Melilla | Oui                          | Avec des exemptions         | Oui                             | Oui                             | Oui                     | Oui                    | Non                    | Non                    | Non            | Application minimale (ALE)     | Oui                       |                           |
| Plazas de soberanía, autres que Ceuta et Melilla                                                                        | Oui                          | Oui                         | Oui                             | Oui                             | Oui                     | Non                    | Oui                    | Oui                    | Oui            | Oui                            | Oui                       |                           |
| |                              |                             |                                 |                                 |                         |                        |                        |                        |                |                                |                           |                           |
| Finlande, sauf : | Finlande, sauf :             | Oui                         | Oui                             | Oui                             | Oui                     | Oui                    | Oui                    | Oui                    | Oui            | Oui                            | Oui                       | Oui                       |
| | Îles Åland                   | Oui                         | Avec des exemptions             | Oui                             | Oui                     | Oui                    | Oui                    | Oui                    | Non            | Oui                            | Avec des exemptions       | Oui                       |
| Russie : canal de Saimaa et île Maly Vyssotski                                                                          | Non                          | Non                         | Non                             | Non                             | Non                     | Non                    | Non                    | ?                      | ?              | ?                              | de facto                  |                           |
| |                              |                             |                                 |                                 |                         |                        |                        |                        |                |                                |                           |                           |
| France (Hexagone), sauf :                                                                                               | France (Hexagone), sauf :    | Oui                         | Oui                             | Oui                             | Oui                     | Oui                    | Oui                    | Oui                    | Oui            | Oui                            | Oui                       | Oui                       |
| | La Réunion                   | Oui                         | Avec des exemptions (RUP)       | Oui                             | Oui                     | Oui                    | Oui                    | Non                    | Oui            | Oui                            | Oui                       | Oui                       |
| Guyane | Oui                          | Avec des exemptions (RUP)   | Oui                             | Oui                             | Oui                     | Oui                    | Non                    | Non                    | Oui            | Oui                            | Oui                       |                           |
| Martinique | Oui                          | Avec des exemptions (RUP)   | Oui                             | Oui                             | Oui                     | Oui                    | Non                    | Oui                    | Oui            | Oui                            | Oui                       |                           |
| Guadeloupe | Oui                          | Avec des exemptions (RUP)   | Oui                             | Oui                             | Oui                     | Oui                    | Non                    | Oui                    | Oui            | Oui                            | Oui                       |                           |
| Mayotte | Oui                          | Avec des exemptions (RUP)   | Oui                             | Oui                             | Oui                     | Oui                    | Non                    | Non                    | Oui            | Oui                            | Oui                       |                           |
| Saint-Barthélemy | Non                          | Application minimale (PTOM) | Oui                             | Oui                             | Oui                     | Oui                    | Non                    | Non                    | Non            | Non                            | Oui                       |                           |
| Saint-Martin | Oui                          | Avec des exemptions (RUP)   | Oui                             | Oui                             | Oui                     | Oui                    | Non                    | Non                    | Oui            | Oui                            | Oui                       |                           |
| Saint-Pierre-et-Miquelon                                                                                                | Non                          | Application minimale (PTOM) | Oui                             | Oui                             | Oui                     | Oui                    | Non                    | Non                    | Non            | Application partielle          | Oui                       |                           |
| Wallis-et-Futuna | Non                          | Application minimale (PTOM) | Oui                             | Oui                             | Oui                     | Oui                    | Non                    | Non                    | Non            | Application partielle          | Non XPF lié à l'EUR       |                           |
| Polynésie française | Non                          | Application minimale (PTOM) | Oui                             | Oui                             | Oui                     | Oui                    | Non                    | Oui                    | Non            | Application partielle          | Non (XPF lié à l'EUR)     |                           |
| Nouvelle-Calédonie | Non                          | Application minimale (PTOM) | Oui                             | Oui                             | Oui                     | Oui                    | Non                    | Non                    | Non            | Application partielle          | Non (XPF lié à l'EUR)     |                           |
| Terres australes et antarctiques françaises                                                                             | Non                          | Application minimale (PTOM) | Oui                             | Oui                             | Oui                     | Non                    | Non                    | Non                    | Non            | Application partielle          | Oui                       |                           |
| Clipperton | Non                          | Indirectement,              | Oui                             | Oui                             | Oui                     | Non                    | Non                    | Indirectement,         | Indirectement, | Indirectement,                 | Indirectement,            |                           |
| |                              |                             |                                 |                                 |                         |                        |                        |                        |                |                                |                           |                           |
| Grèce, sauf : | Grèce, sauf :                | Oui                         | Oui                             | Oui                             | Oui                     | Oui                    | Oui                    | Oui                    | Oui            | Oui                            | Oui                       | Oui                       |
| | Mont Athos                   | Oui                         | Oui                             | Oui                             | Oui                     | Oui                    | Oui                    | Oui                    | Non            | Oui                            | Oui                       | Oui                       |
| |                              |                             |                                 |                                 |                         |                        |                        |                        |                |                                |                           |                           |
| Italie, sauf : | Italie, sauf :               | Oui                         | Oui                             | Oui                             | Oui                     | Oui                    | Oui                    | Oui                    | Oui            | Oui                            | Oui                       | Oui                       |
| | Livigno                      | Oui                         | Oui                             | Oui                             | Oui                     | Oui                    | Oui                    | Oui                    | Non            | Non                            | Oui                       | Oui                       |
| Campione d'Italia | Oui                          | Oui                         | Oui                             | Oui                             | Oui                     | Oui                    | Oui                    | Non                    | Non            | Oui                            | Non (CHF)                 |                           |
| |                              |                             |                                 |                                 |                         |                        |                        |                        |                |                                |                           |                           |
| Pays-Bas, sauf : | Pays-Bas, sauf :             | Oui                         | Oui                             | Oui                             | Oui                     | Oui                    | Oui                    | Oui                    | Oui            | Oui                            | Oui                       | Oui                       |
| | Aruba                        | Non                         | Application minimale (PTOM)     | Non                             | Application incertaine, | Oui                    | Oui                    | Non                    | Non            | Non                            | Application partielle     | Non (AWG)                 |
| Pays-Bas caribéens : Bonaire Saba Saint-Eustache                                                                        | Non                          | Application minimale (PTOM) | Non                             | Non                             | Oui                     | Oui                    | Non                    | Non                    | Non            | Application partielle          | Non (USD)                 |                           |
| Curaçao | Non                          | Application minimale (PTOM) | Non                             | Non                             | Oui                     | Oui                    | Non                    | Non                    | Non            | Application partielle          | Non (XCG)                 |                           |
| Saint-Martin | Non                          | Application minimale (PTOM) | Non                             | Non                             | Oui                     | Oui                    | Non                    | Non                    | Non            | Application partielle          | Non (XCG)                 |                           |
| |                              |                             |                                 |                                 |                         |                        |                        |                        |                |                                |                           |                           |
| Portugal, sauf : | Portugal, sauf :             | Oui                         | Oui                             | Oui                             | Oui                     | Oui                    | Oui                    | Oui                    | Oui            | Oui                            | Oui                       | Oui                       |
| | Açores                       | Oui                         | Avec des exemptions (RUP)       | Oui                             | Oui                     | Oui                    | Oui                    | Oui                    | Oui            | Oui                            | Oui                       | Oui                       |
| Madère | Oui                          | Avec des exemptions (RUP)   | Oui                             | Oui                             | Oui                     | Oui                    | Oui                    | Oui                    | Oui            | Oui                            | Oui                       |                           |
| |                              |                             |                                 |                                 |                         |                        |                        |                        |                |                                |                           |                           |
| Légende : - [Application totale.] - [Application avec des exemptions ou partielle] - [Application minimale voire nulle] |                              |                             |                                 |                                 |                         |                        |                        |                        |                |                                |                           |                           |

## Anciennes dispositions

### Anciennes colonies

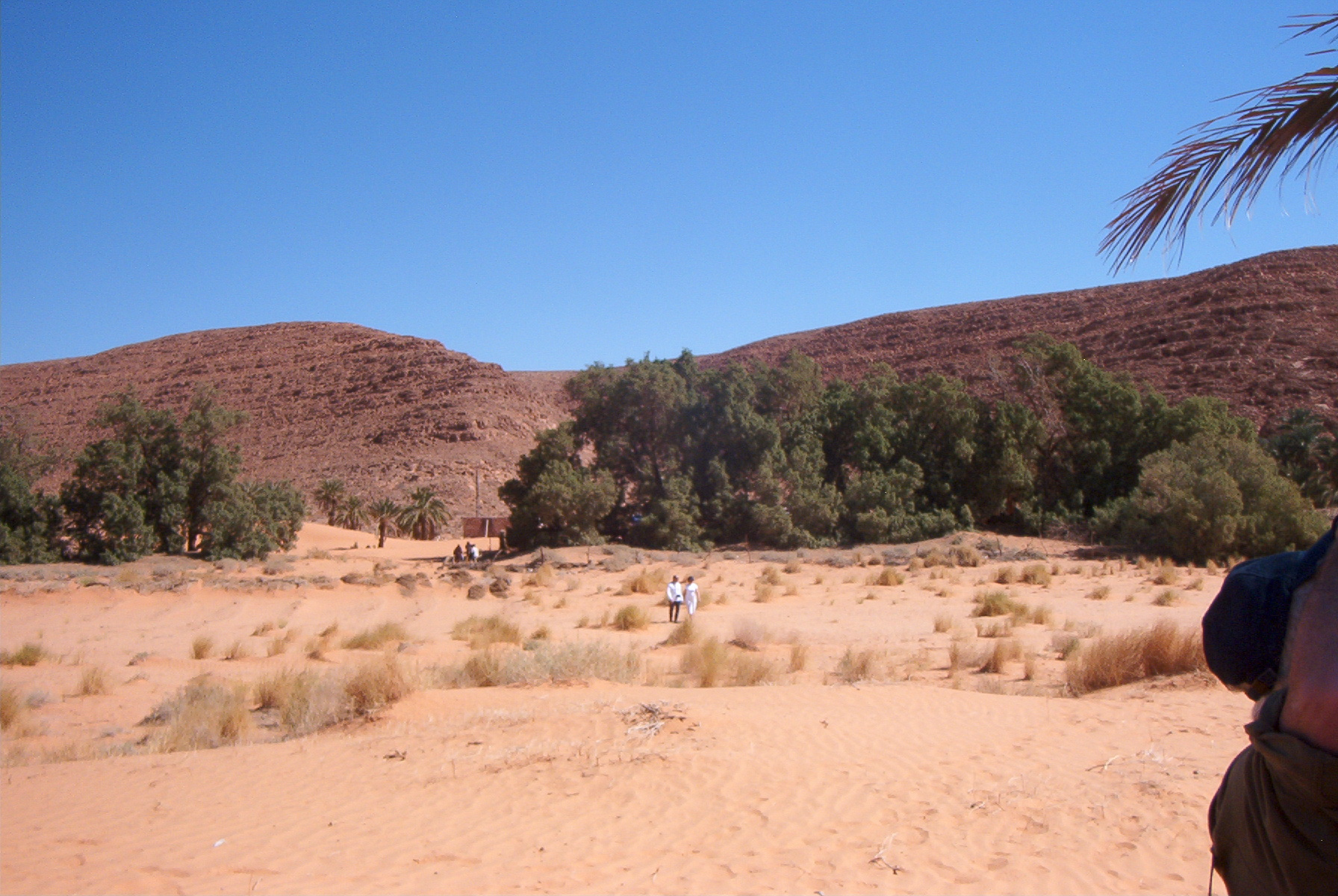
Algérie.

De nombreux pays à travers le monde étaient des colonies d’États membres des Communautés européennes. La plupart ont accédé à l'indépendance avant 1990, alors que la citoyenneté européenne, Schengen ou la TVA intracommunautaire n'existaient pas encore. Parmi ces colonies, il y avait un cas particulier : celui de l'Algérie. Celle-ci était considérée comme une région ultrapériphérique (RUP) car elle faisait pleinement partie de la France et donc des Communautés jusqu'en 1962. Les autres colonies ne furent jamais dans les Communautés, mais étaient plutôt associées aux Communautés européennes par un statut similaire à celui de pays et territoires d'outre-mer (PTOM).
Les colonies les plus tardives, Hong Kong et Macao, ne se sont séparées de leur métropole européenne qu'en 1997 et 1999, alors que le traité sur l'Union européenne était en vigueur. Cependant, l'euro n'y fut jamais en vigueur.
| Anciennes colonies | Statut                                                                    | Date d'indépendance | État colonisateur                                     |
| --- | ------------------------------------------------------------------------- | --- | ----------------------------------------------------- |
| Cambodge | Aucun traité ne s'est appliqué ici, en dépit d'une préférence CECA        | 1953 | France                                                |
| Laos | Aucun traité ne s'est appliqué ici, en dépit d'une préférence CECA        | 1954 | France                                                |
| Vietnam | Aucun traité ne s'est appliqué ici, en dépit d'une préférence CECA        | 1954 | France                                                |
| Tunisie | Aucun traité ne s'est appliqué ici, en dépit d'une préférence CECA        | 1956 | France                                                |
| Maroc | Aucun traité ne s'est appliqué ici, en dépit d'une préférence CECA        | 1956 | France                                                |
| Guinée | Pays et territoires d'outre-mer                                           | 1958 | France                                                |
| Congo belge ou Congo-Léopoldville | Pays et territoires d'outre-mer                                           | Devenu république du Congo en 1960, puis Zaïre, puis république démocratique du Congo | Belgique                                              |
| Somalie italienne Somalie britannique | Pays et territoires d'outre-mer                                           | Devenu Somalie en 1960 | Italie Royaume-Uni                                    |
| Cameroun français Cameroun britannique | Pays et territoires d'outre-mer                                           | Devenu Cameroun le 1er janvier 1960 | France Royaume-Uni                                    |
| Togo (protectorat sous tutelle de l'ONU, puis partie de la Communauté française) | Pays et territoires d'outre-mer                                           | 1960 | France                                                |
| Madagascar (territoire d'outre-mer puis partie de la Communauté française) | Pays et territoires d'outre-mer                                           | 1960 | France                                                |
| République soudanaise (ancien territoire d'outre-mer du Soudan français dans l'Afrique-Occidentale française, puis partie de la fédération du Mali dans la Communauté française)                     | Pays et territoires d'outre-mer                                           | Devenu Mali en 1960 | France                                                |
| Sénégal (ancien territoire d'outre-mer du Sénégal dans l'Afrique-Occidentale française, puis partie de la Fédération du Mali dans la Communauté française)                                           | Pays et territoires d'outre-mer                                           | 1960 | France                                                |
| Mauritanie (ancien territoire d'outre-mer dans l'Afrique-Occidentale française, puis partie de la Communauté française)                                                                              | Pays et territoires d'outre-mer                                           | 1960 | France                                                |
| République du Dahomey (partie de l'Afrique-Occidentale française, puis de la Communauté française)                                                                                                   | Pays et territoires d'outre-mer                                           | 1960 (devenu plus tard le Bénin) | France                                                |
| Niger (partie de l'Afrique-Occidentale française, puis de la Communauté française) | Pays et territoires d'outre-mer                                           | 1960 | France                                                |
| Haute-Volta (partie de l'Afrique-Occidentale française, puis de la Communauté française) | Pays et territoires d'outre-mer                                           | Devenu Burkina Faso en 1960 | France                                                |
| Côte d'Ivoire (partie de l'Afrique-Occidentale française, puis de la Communauté française) | Pays et territoires d'outre-mer                                           | 1960 | France                                                |
| Tchad (anciennement Congo français, partie de l'Afrique-Équatoriale française, puis de la Communauté française)                                                                                      | Pays et territoires d'outre-mer                                           | 1960 | France                                                |
| Oubangui-Chari (anciennement Congo français, partie de l'Afrique-Équatoriale française, puis de la Communauté française)                                                                             | Pays et territoires d'outre-mer                                           | Devenu République centrafricaine en 1960 | France                                                |
| Moyen-Congo (anciennement Congo français, partie de l'Afrique-Équatoriale française, puis de la Communauté française)                                                                                | Pays et territoires d'outre-mer                                           | Devenu Congo-Brazzaville en 1960, puis république populaire du Congo, puis actuelle république du Congo | France                                                |
| Gabon (anciennement Congo français, partie de l'Afrique-Équatoriale française, puis de la Communauté française)                                                                                      | Pays et territoires d'outre-mer                                           | 1960 | France                                                |
| Ruanda-Urundi (anciennement Ruanda ou Rouanda) | Pays et territoires d'outre-mer                                           | Devenu Rwanda en 1960 | Belgique                                              |
| Urundi (anciennement Ruanda-Urundi) | Pays et territoires d'outre-mer                                           | Devenu Burundi en 1962 | Belgique                                              |
| Algérie | Statut similaire à une RUP                                                | 1962 | France                                                |
| Comores (ancien protectorat sous tutelle de l'ONU (hors Mayotte), puis territoire d'outre-mer (avec Mayotte) de l'Union française, puis de la Communauté française, puis de la République française) | Pays et territoires d'outre-mer                                           | 1975 (sauf Mayotte dont le maintien du statut de territoire d'outre-mer est confirmé localement en 1976, et sera renforcé en 2009 en devenant département d'outre-mer et région ultrapériphérique de l'Union européenne) | France                                                |
| Nouvelle-Guinée néerlandaise | Pays et territoires d'outre-mer                                           | Transfert aux Nations unies en 1962. Fusion avec l'Indonésie le 1er mai 1963. | Pays-Bas                                              |
| Suriname | Pays et territoires d'outre-mer, Application incertaine du traité Euratom | 1975 | Pays-Bas                                              |
| Bahamas | Pays et territoires d'outre-mer                                           | 1973 | Royaume-Uni                                           |
| Grenade | Pays et territoires d'outre-mer                                           | 1973 | Royaume-Uni                                           |
| Seychelles | Pays et territoires d'outre-mer                                           | 1976 | Royaume-Uni                                           |
| Îles Salomon | Pays et territoires d'outre-mer                                           | 1976 | Royaume-Uni                                           |
| Côte française des Somalis | Pays et territoires d'outre-mer                                           | Devenu Djibouti en 1977. | France                                                |
| Îles Ellice (anciennement partie des îles Gilbert et Ellice avant 1975) | Pays et territoires d'outre-mer                                           | Devenu Tuvalu en 1978 | Royaume-Uni                                           |
| Dominique | Pays et territoires d'outre-mer                                           | 1978 | Royaume-Uni                                           |
| Sainte-Lucie | Pays et territoires d'outre-mer                                           | 1979 | Royaume-Uni                                           |
| îles Gilbert (anciennement partie des îles Gilbert et Ellice avant 1975) | Pays et territoires d'outre-mer                                           | Devenu Kiribati en 1979 | Royaume-Uni                                           |
| Saint-Vincent-et-les-Grenadines | Pays et territoires d'outre-mer                                           | 1979 | Royaume-Uni                                           |
| Rhodésie du Sud | Aucun traité ne s'est appliqué ici, en dépit d'une préférence CECA,       | Devenu Rhodésie en 1980, puis Rhodésie-Zimbabwe puis Zimbabwe | Royaume-Uni                                           |
| Nouvelles-Hébrides | Généralement avec le statut de PTOM,                                      | Devenu Vanuatu en 1980 | France et Royaume-Uni (condominium)                   |
| Belize | Pays et territoires d'outre-mer                                           | 1981 | Royaume-Uni                                           |
| Antigua-et-Barbuda | Pays et territoires d'outre-mer                                           | 1981 | Royaume-Uni                                           |
| Saint-Christophe-et-Niévès | Pays et territoires d'outre-mer                                           | 1983 | Royaume-Uni                                           |
| Brunei | Pays et territoires d'outre-mer                                           | 1984 | Royaume-Uni                                           |
| Hong Kong | Aucun traité ne s'est appliqué ici, en dépit d'une préférence CECA        | 1997 (transfert de souveraineté à la Chine) | Royaume-Uni                                           |
| Macao | Application du traité Euratom, en dépit d'une préférence CECA             | 1999 (transfert de souveraineté à la Chine) | Portugal                                              |
| Timor oriental | Aucun traité ne s'est appliqué ici                                        | 20 mai 2002 | Administration transitoire des Nations unies Portugal |

### Territoires d'anciens États membres
La sortie du Royaume-Uni de l'Union européenne, le 1er février 2020, implique également le retrait de l'Union européenne de tous les territoires britanniques associés à l'Union européenne au 31 janvier 2020. Pour certains de ces territoires (notamment, Gibraltar, frontalier de l'Espagne et Akrotiri et Dhekelia, frontalières de Chypre), des dispositions particulières relatives aux relations postérieures au retrait britanniques restent à définir.
| Anciens pays et territoires associés                                                                               | Anciens pays et territoires associés | Dans l'Union ?              | Application du droit de l'Union | Exécutoire devant les tribunaux | Euratom               | Citoyenneté de l'Union | Élections du Parlement | Espace Schengen                                  | Espace TVA | Territoire douanier de l'Union | Marché commun européen | Zone euro |
| --- | ------------------------------------ | --------------------------- | ------------------------------- | ------------------------------- | --------------------- | ---------------------- | ---------------------- | ------------------------------------------------ | ---------- | ------------------------------ | ---------------------- | --------- |
| |                                      |                             |                                 |                                 |                       |                        |                        |                                                  |            |                                |                        |           |
| Royaume-Uni, sauf :                                                                                                | Royaume-Uni, sauf :                  | Oui                         | Oui                             | Oui                             | Oui                   | Oui                    | Oui                    | Seulement la coopération policière et judiciaire | Oui        | Oui                            | Oui                    | Non (GBP) |
| | Gibraltar                            | Oui                         | Avec des exemptions             | Oui                             | Oui                   | Oui                    | Oui                    | Seulement la coopération policière et judiciaire | Non        | Non                            | Avec des exemptions    | Non (GIP) |
| Akrotiri et Dhekelia                                                                                               | Non                                  | Avec des exemptions         | Oui                             | Non                             | Non                   | Non                    | Mis en œuvre plus tard | Oui                                              | Oui        | ?                              | Oui                    |           |
| Sainte-Hélène, Ascension et Tristan da Cunha                                                                       | Non                                  | Application minimale (PTOM) | Oui                             | Oui,                            | Oui                   | Non                    | Non                    | Non                                              | Non        | Application partielle          | Non (SHP)              |           |
| Îles Pitcairn | Non                                  | Application minimale (PTOM) | Oui                             | Oui,                            | Oui                   | Non                    | Non                    | Non                                              | Non        | Application partielle          | Non (NZD)              |           |
| Îles Malouines | Non                                  | Application minimale (PTOM) | Non                             | Oui,                            | Oui                   | Non                    | Non                    | Non                                              | Non        | Application partielle          | Non (FKP)              |           |
| Géorgie du Sud-et-les îles Sandwich du Sud                                                                         | Non                                  | Application minimale (PTOM) | Non                             | Oui,                            | Oui                   | Non                    | Non                    | Non                                              | Non        | Application partielle          | Non (GBP)              |           |
| Territoire antarctique britannique                                                                                 | Non                                  | Application minimale (PTOM) | Non                             | Oui,                            | Oui                   | Non                    | Non                    | Non                                              | Non        | Application partielle          | Non (GBP)              |           |
| Territoire britannique de l'océan Indien                                                                           | Non                                  | Application minimale (PTOM) | Non                             | Oui,                            | Oui                   | Non                    | Non                    | Non                                              | Non        | Application partielle          | Non (GBP, USD)         |           |
| Anguilla | Non                                  | Application minimale (PTOM) | Non                             | Oui,                            | Oui                   | Non                    | Non                    | Non                                              | Non        | Application partielle          | Non (XCD)              |           |
| Montserrat | Non                                  | Application minimale (PTOM) | Non                             | Oui,                            | Oui                   | Non                    | Non                    | Non                                              | Non        | Application partielle          | Non (XCD)              |           |
| Îles Vierges britanniques                                                                                          | Non                                  | Application minimale (PTOM) | Non                             | Oui,                            | Oui                   | Non                    | Non                    | Non                                              | Non        | Application partielle          | Non (USD)              |           |
| Îles Turques-et-Caïques                                                                                            | Non                                  | Application minimale (PTOM) | Non                             | Oui,                            | Oui                   | Non                    | Non                    | Non                                              | Non        | Application partielle          | Non (USD)              |           |
| Îles Caïmans | Non                                  | Application minimale (PTOM) | Non                             | Oui,                            | Oui                   | Non                    | Non                    | Non                                              | Non        | Application partielle          | Non (KYD)              |           |
| Bermudes | Non                                  | Application minimale,       | Non                             | Oui,                            | Oui                   | Non                    | Non                    | Non                                              | Non        | Application partielle          | Non (BMD)              |           |
| Île de Man | Non                                  | Application partielle       | Oui                             | Application partielle,          | Application partielle | Non                    | Non                    | Oui                                              | Oui        | Application minimale (ALE)     | Non (GBP)              |           |
| Guernesey | Non                                  | Application partielle       | Oui                             | Application partielle,          | Application partielle | Non                    | Non                    | Non                                              | Oui        | Application minimale (ALE)     | Non (GBP)              |           |
| Jersey | Non                                  | Application partielle       | Oui                             | Application partielle,          | Application partielle | Non                    | Non                    | Non                                              | Oui        | Application minimale (ALE)     | Non (GBP)              |           |
| Légende : - Application totale. - Application avec des exemptions ou partielle] - Application minimale voire nulle |                                      |                             |                                 |                                 |                       |                        |                        |                                                  |            |                                |                        |           |

### Autres territoires

#### Cas de l'Allemagne
Certains territoires allemands ont vu leur statut évoluer avec le temps. Le premier d'entre eux est la Sarre qui était, avant son intégration dans l'Allemagne de l'Ouest le 1er janvier 1957, un territoire administré par la France. L'existence de cette entité était un sujet de tensions entre les gouvernements allemand et français, le premier ne reconnaissant pas le statut de protectorat à la Sarre. Cependant, le traité établissant la CECA disposait, en son article 79, que « le présent traité est applicable aux territoires européens des États membres. Il est aussi applicable aux territoires européens dont les relations étrangères sont exercées par un État membre, un échange de lettre entre le gouvernement de la République fédérale d'Allemagne et le gouvernement de la République française concernant la Sarre est annexé au présent traité ». La Sarre faisait donc partie intégrante de la CECA bien que le différend, dont il est question dans les lettres échangées par la suite entre Konrad Adenauer et Robert Schuman, n'eût pas encore été réglé.
Berlin-Ouest appliquait pleinement les traités, cependant la ville n'a été intégrée à l’Allemagne de l’Ouest que le 3 octobre 1990. En effet, jusqu'à l'unification allemande en 1990, le statut de jure de Berlin-Ouest était celui de zones occupées américaines, britanniques et françaises avec une administration civile ouest-allemande. Pour les élections européennes de 1979, de 1984 et de 1989, trois députés étaient nommés par la Chambre des représentants berlinoise au lieu d'être élus au suffrage universel direct.
À cette même date du 3 octobre 1990, la République démocratique allemande (RDA) est réintégrée à l'Allemagne de l'Ouest et intégrée à la CEE. Officiellement, la RDA n'a été reconnue par les six États membres originaux qu'en 1972.

#### Kleinwalsertal et Jungholz

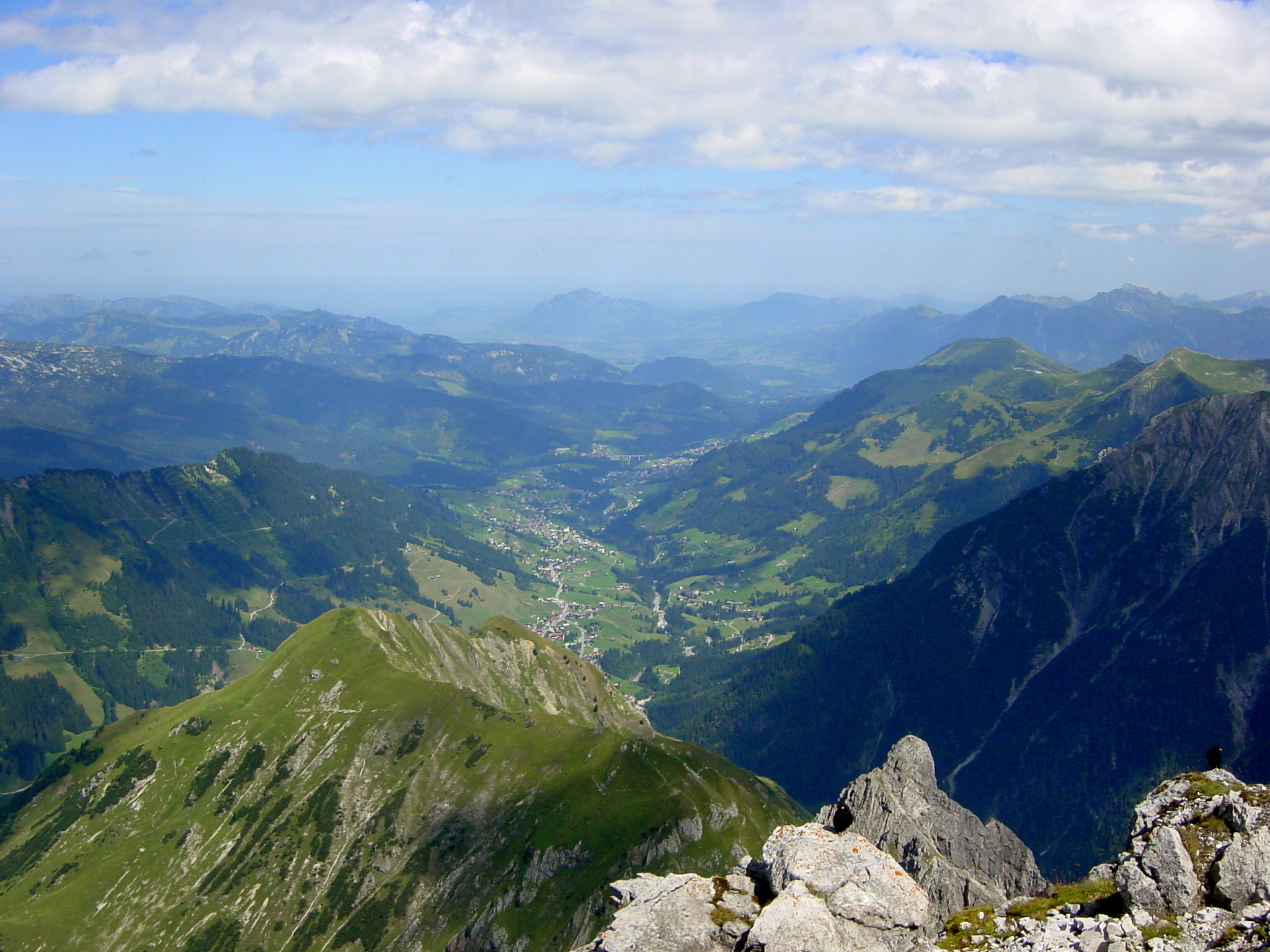
Kleinwalsertal (Autriche).

Les régions autrichiennes de Kleinwalsertal et de Jungholz bénéficiaient à l'origine d'un statut légal spécial. Ces deux régions n'étaient accessibles par la route que par l'Allemagne, et pas directement par l'Autriche. Par conséquent, elles étaient en union douanière et monétaire avec l'Allemagne et il n'y avait aucun contrôle frontalier entre Kleinwalsertal et Jungholz, respectivement, et l'Allemagne. Quand l'Autriche est entrée dans l'Union (et son union douanière) en 1995, l'union douanière entre ces deux régions et l'Allemagne prit fin. L'entrée en vigueur de la convention de Schengen en Autriche (1997) et l'introduction de l'euro en 2002 firent disparaître les dernières exemptions légales à Kleinwalsertal et à Jungholz. Elles ont maintenant le même statut que le reste de l'Autriche.